# جمهورية البوسنة والهرسك الاشتراكية
جمهورية البوسنة والهرسك الاشتراكية(بالصربية-الكرواتية:Socijalistička Republika Bosna i Hercegovina, Социјалистичка Pепублика Босна и Херцеговина)المعروفة حتى عام 1963 تحت اسم جمهورية البوسنة والهرسك ، كانت دولة اشتراكية تابعة لجمهورية يوغوسلافيا الاتحادية الاشتراكية السابقة. كانت دولة سابقة التي أصبحت فيما بعد بالبوسنة والهرسك ، تشكلت خلال اجتماع لمقاومة مناهضة الفاشية في مركونيتش غراد في 25 نوفمبر 1943. وقد تم حل الجمهورية الاشتراكية في عام 1990 عندما تخلت عن الشيوعية، ومنها المؤسسات التي اعتمدت السوق، وجمهورية البوسنة والهرسك التي أعلنت استقلالها عن يوغوسلافيا في 1992. كانت حكومة البوسنة والهرسك حتى 20 ديسمبر 1990 في أيدي عصبة الشيوعيين في البوسنة والهرسك. مدينة سراييفو ظلت عاصمة للدولة الحديثة.

## وصلات خارجية
- بوابة البوسنة والهرسك باللغة العربية